# 척 히턴
찰스 히턴 주니어(영어: Charles Heaton Jr., 1917년 10월 22일~2008년 2월 14일)는 미국의 스포츠 뉴스 칼럼니스트이자 언론인, 해설자이다.
미국 오하이오주 클리블랜드의 주요 신문인 《플레인 딜러》에서 스포츠기자로 50년간 근무했다. 《내 사랑 레이몬드》, 《헤크 패밀리》 등에 출연한 배우인 퍼트리샤 히턴의 아버지이자, 《플레인 딜러》에서 기자, 영화 평론가로 활동했던 마이클 히턴의 아버지이다. 마이클은 네 권의 책을 저술했으며, 홀마크 채널에서 방영된 영화 《크리스마스 하트》(2012)의 각본을 담당했다.
1980년에 미국프로풋볼기자협회가 수여하는 딕 맥캔 메모리얼 어워드를 수상했다. 90세의 나이에 폐렴으로 사망했으며, 이후 클리블랜드의 프레스 클럽에서는 그의 이름을 딴 '척 히턴 상'을 제정했는데, 이 상은 그가 《플레인 딜러》에서 스포츠기자로 재직할 당시 드러냈던 세심함과 겸손함, 저널리즘에 대한 열정을 가장 잘 보여주는 언론인에게 수여한다.

## 저서
- 《A Fond Look Back At Five Decades of Football from a Legendary Cleveland Sportswriter》 (영어). Gray & Co., Publishing. 2007. ISBN 978-1-59851-043-0.
- 《The Cleveland Browns: Power and Glory》 (영어). Prentice-Hall Publishing. 1974. ISBN 0-13-136754-4.